# Rus (Jaén)
 For alternative betydninger, se Rus. (Se også artikler, som begynder med Rus)
Rus er en by og kommune i det sydlige Spanien i provinsen Jaén. Den har et indbyggertal på 3.407 (2024) indbyggere.